# フランシス・ガスリー

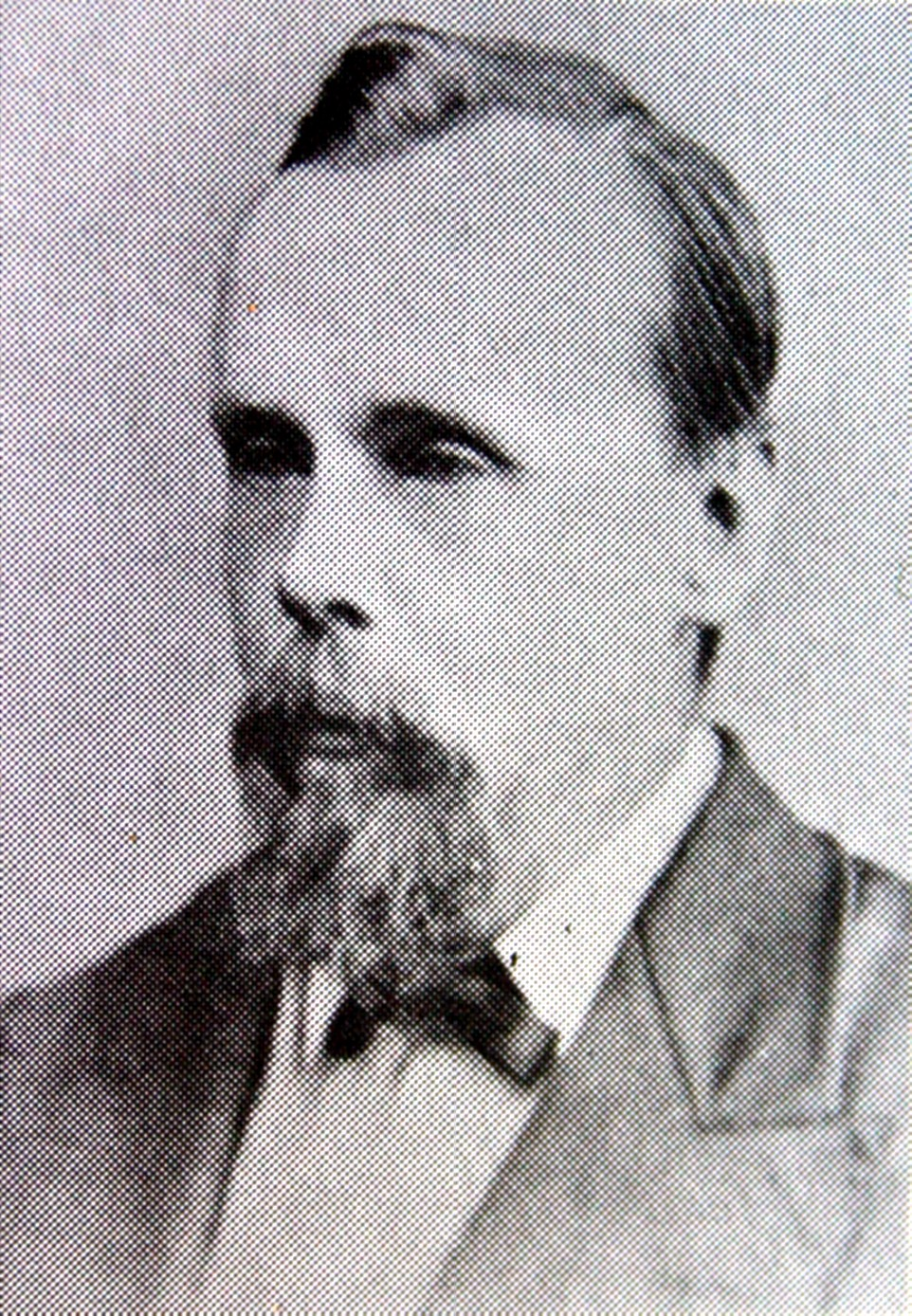
フランシス・ガスリー

フランシス・ガスリー（Francis Guthrie、1831年1月22日 - 1899年10月19日）は、イングランド生まれの南アフリカ共和国の植物学者、数学者である。
彼は1852年に数学者として、初めて、四色定理を提起した。四式定理は1976年に証明されるまで、難読な問題とされてきた。

## 人物
ロンドンで生まれた。ユニヴァーシティ・カレッジ・ロンドンでジョン・リンドリーの元で学んだ。1850年に学士号を取得。
大学卒業後、ロンドンで弁護士として働いていた。しかし、1861年には南アフリカへ移住する。
グラーフ＝ライネで植物学の講座を行い、そこで同じく南アフリカの植物学者であるハリー・ボーラスと親交を結ぶ。1875年には、ケープタウン大学の数学講師として赴任。1898年に引退するまで勤務していた。
四色定理を発見したきっかけは、1852年に法科学生だった頃に数学専攻である弟のフレデリック・ガスリーに質問したのを発端にフレデリックは、オーガスタス・ド・モルガンに質問を伝えた。ド・モルガンは数式の疑問を直ちに理解を示し、四色定理として定式化された。

## 家族
- 弟：フレデリック・ガスリー（英語版） - イギリスの物理学者、化学者。
- 娘：ルイーズ・ガスリー（英語版） - 南アフリカの植物学者。